# Ozon (Vienne)
Der Ozon ist ein Fluss in Frankreich, der im Département Vienne in der Region Nouvelle-Aquitaine verläuft. Er entspringt im Gemeindegebiet von Archigny, entwässert generell in nordwestlicher Richtung und mündet nach rund 22 Kilometern im Gemeindegebiet von Châtellerault als rechter Nebenfluss in die Vienne.

## Orte am Fluss
(Reihenfolge in Fließrichtung)
- Archigny
- Monthoiron
- Châtellerault